# Език (лингвистика)
Вижте пояснителната страница за други значения на Език.
Езѝкът е система от звукове и/или знаци за кодиране и декодиране на информация. Самото наименование е свързано с името на анатомичния орган език, физиологично условие за употребата на речта.
Говорната способност на хората възниква в далечно предисторическо време. Тогава се оформят и езиковите семейства, които съществуват при появата на писмеността. В наши дни са конструирани множество изкуствени езици, което довежда и до появата на понятието естествен език. Езикът е средство за общуване, което се смята за специфично за хората. Макар че някои други животни използват сложни системи за общуване, понякога наричани животински език, те не притежават всички свойства, с които се дефинира езикът в езикознанието.
Терминът „език“ има няколко отделни значения. Най-видимата проява на езика са говоримите езици, като българския или английския език. В същото време съществуват и писмени езици, както и други системи от визуални символи, като жестовите езици.
В когнитивната наука терминът понякога се използва в по-широк смисъл, обхващайки човешката познавателна способност, при която също е от съществена важност системното създаване и използване на системи от символи, всеки от които свързва даден знак с определено значение, установено чрез обществени конвенции. През 20 век Чарлс Пърс нарича този процес семиоза, а неговото изследване – семиотика.

## Същност
Езикът е система от знаци, използвани за комуникация. В този смисъл езикът е семиотична система и най-често под език се разбира говорният (устен) вариант на езика – речта, и неговият писмен вариант, но има също и други типове езици, като жестикулаторни например.
Системата на организация на езиковите знаци (думи) се нарича граматика. От лингвистична гледна точка граматиката на един език съдържа неговия синтаксис и морфология, но в една по-широка перспектива това са всички правила за използване на един език:
- правопис
- фонетика
- лексикология
- словообразуване
- морфология
- синтаксис

Думите в езика имат формално и семантично съдържание, като под формално се разбира тяхното звуково и писмено изразяване, а семантиката е тяхното значение. В речта думите реализират не само своите основни езикови (речникови) значения, но те се натоварват с конкретни, контекстуални, индивидуални и социално обособени значения. Така в речта езиковите значения се обогатяват (чрез експресивността) и следователно в своята реализация думите, събрани в изречения и текстове (или реч), организират често обща семантика на фразата, изречението и текста. По този начин може да се говори за семантика, различна от чисто лексикалната.
Към основната комуникативна функция на езика можем да добавим още експресивната, конотативната и др. функции. Броят и назоваването на езиковите функции са въпрос на оспорване от отделните езиковеди и лингвистични школи.

### Език и реч
Съществува разлика между език и реч. Докато речта е употреба на езика, езикът в действие, то езикът от лингвистична гледна точка е системата от правила, речниково съдържание, суровината на речта.

## Класификация на езиците
Виж още Езиково семейство.
Езиците биват естествени (човешки), които са над 6000, и изкуствени. Естествените езици се делят още на съществуващи и изчезнали или „мъртви“ (като латинския например). Някои изчезнали езици се реконструират на базата на лингвистични данни (рядко писмени). Изкуствените езици биват компютърни, логически, математически, но също така и конструирани (есперанто, праславянски език, индоевропейски).

### Естествени езици
Езиците най-често се делят по техния произход и на базата на прилики в техните характеристики. Повечето от езиците, говорени в Европа, имат общ произход и е реконструиран общ индоевропейски праезик. По произхода си от общ праезик и по езикови прилики и сродства езиците се обединяват в езикови семейства и подсемейства. Основоположник на това деление е Август Шлайхер. Разделението и разклонението на езиците по техния произход и сходства може да се илюстрира чрез Генеалогическо дърво на езиците.
Някои изследователи, зоолози и др, твърдят, че животните използват също свои средства за комуникация, които също могат да бъдат наречени език.

#### Разделение в рамките на езика
Повечето езици не са така хомогенни, както изглежда на пръв поглед. От една страна, един език се дели на:
- книжовен език – правописна и правоговорна норма на език;
- публична реч – език, използван от медиите
- официален език – държавен език, използван в официалните документи
- литературен език – езикова норма, използван в художествената литература
- диалекти – говорни (или говорими) езикови норми в регионален мащаб.
- социолекти. – специфични говори, професионални жаргони, възрастовоориентирани диалекти и др.

Диалектите са регионалните говори за даден език. Книжовният език е най-често книжовно (литературно) базиран на определени, дадени диалекти, което се дължи на исторически фактори. Книжовният език е еволюирал от диалектите, той е речниково обогатен. Книжовният език се създава също така и под влиянието на чужди книжовни влияния и явления, а някои факти в него могат да нямат диалектна почва (като например пълния и непълния член в съвременния български език), но да са изкуствено създадени и наложени (виж езикови реформи, езикови норми). Книжовният език обикновено е официалният език на дадена страна. Социолектите са говори на даден език организирани не толкова на регионален, колкото на социален принцип. Те са говорени от групи хора с идентично социално положение, професия, занимание и т.н. В социолектите често се използват специфични думи и изрази. Виж също жаргон.

### Формални езици
В математиката, логиката и информатиката се използват системи, наричани формални езици. Към тях се отнасят езиците за програмиране, маркиращите езици и някои групи с по-теоретичен характер. Формалните езици обикновено имат формата на символни низове, генерирани от съчетание на формална граматика и семантика с различна сложност.
Езиците за програмиране са формални езици със семантика, предназначена за контролиране на поведението на машини, най-често компютри. Могат да се използват и за прецизно описание на алгоритми. Дефинирани са чрез синтактични и семантични правила, които определят съответно структурата и смисъла.

## Език и мислене
Език и мислене е един от основните проблеми на езикознанието. Езикът е средство за комуникация, а човешките езици са средство за обмен на мисли. Ако два компютъра комуникират посредством мрежа, това едва ли са техните мисли, но когато двама души комуникират, те предават чрез езика това, което се върти в главите им – тоест езикът е израз, представяне на мисълта. Спорно е как мисли човекът – с образи или посредством понятия (думи). В общи линии е ясно, че мисленето става посредством идеи и представи, които се представят чрез назоваващите ги думи и се организират чрез речта.
Науки като невролингвистиката твърдят, че мисленето и езикът са дотолкова свързани, че с промени в езика могат да се организират мислите, идеите и представите, действията на човека. Невролингвистиката твърди, че езикът съдържа описание на света, което е продуктивно, тоест организира по определен път психиката на човека.

### Език и изкуствен интелект
Един от най-новите проблеми на съвременната наука – изкуственият интелект, също има отношение към езика. Обработка на естествен език е дисциплината, която изучава езика за целите на изкуствения интелект. От вече доста време съществува т. нар. разпознаване на реч. Тоест компютърът е в състояние да разпознава думите в речта, а и в същото време обратното – да ги възпроизвежда.

## Научно изучаване на езика

### История на лингвистиката
Лингвистиката има за начало като дисциплина (според историческите документи) формулирането на 3959 правила на санскритската морфология от граматика Панини (5 век пр.н.е., Индия).

## Език и култура
Основна: Култура (език и култура).
Връзката между култура и език, като способности специфични за човека, е забелязана още в класическата античност. Както културата, така и езикът са символни системи и по тази причина изследователите през 20. век прилагат методи от лингвистиката за изучаване на културата.